# Lex Luger

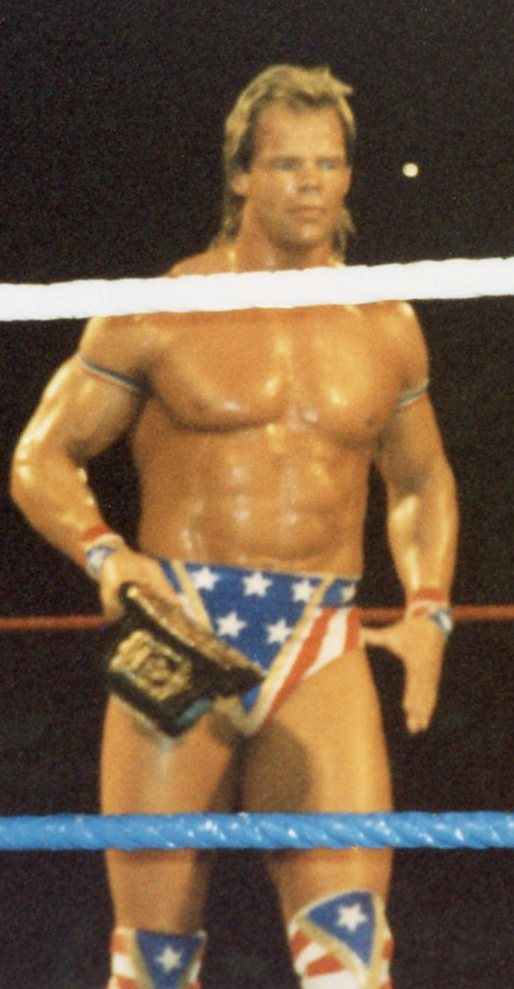
Lex Luger

Lawrence Wendell Pfohl (n. 21 iunie 1958, Buffalo, New York, SUA), mai cunoscut sub numele de ring Lex Luger, este un fost wrestler american și fost jucător de fotbal american. Este cunoscut în special pentru munca sa din World Championship Wrestling a anilor '80-'90, unde a fost de 2 ori campion mondial al greilor și de 3 ori campion mondial pe echipe (cu prietenul său Sting, The Giant și Barry Windham). În WCW s-a remarcat că "face" și un aprig oponent al New World Order, dar în mai 1998 a devenit membrul nWo Wolfpac, fiind ulterior urmat și de Sting. Anterior, in 1987, a fost si membru The Four Horsemen. 
Cea mai importantă revistă de profil Pro Wrestling Illustrated l-a desemnat cel mai popular wrestler în 1993 și wrestlerul anului 1997. 

## Viața personală
A trăit o viață tumultuoasă până când a devenit creștin renăscut, și cu ajutorul prietenului său de o viață Steve Borden. Ulterior, în 2007 a suferit și de paralizie temporară, vindecată în 2010. 